# Erika Graf
Erika Graf Esolk (Montevideo, 10 de agosto de 1977) es una exnadadora olímpica uruguaya. Ganó varios premios en su estilo principal, pecho, incluyendo 2 veces el Charrúa de Oro (Mejor deportista uruguayo). Aun conserva récords sudamericanos.

## Biografía

### Carrera
Comenzó a nadar en piscinas abiertas en el Club Náutico con cuatro años, compitiendo y ganando en categoría 5 y 6 años en desplazamiento. Participaba cada verano en el circuito de piscinas abiertas, ganando en varias especialidades y llegando a la natación profesional con 11 años al federarse en el Club Neptuno de la Aduana. Después de ganar varias competencias, se retira dos meses después de participar en las Olimpiadas de Atlanta 96, a la edad de 19 años:)

Está casada con Pablo Boselli, con quien tiene cuatro hijos.

### Premios[2]
1988
- Récord de Campeonato 100 m pecho Infantiles A.

- Récord de categoría 100 m pecho Infantiles A, a tan solo 1 mes de federarse.

- Primer puesto en Campeonato Internacional Paulista. Sao Paulo, Brasil.

1989
- Récord de categoría infantiles B

- Primeros puestos en todas las competiciones nacionales e internacionales participante en 100 y 200 m pecho

- Integrante de la selección Nacional juvenil

- Campeona Nacional 100 m pecho
- Campeona Nacional 200 m pecho

- Integra el plan Promesas Olímpicas Barcelona 92. Comité Olímpico Uruguayo.

1990
- 9 primeros puestos en campeonatos federales en Infantiles B
- primer puesto en las 3 pruebas de relevos.

- primer puesto en Torneo integración internacional (única medalla oro para Uruguay) Brasil

- Récord de categoría y Campeonato infantil B 100 y 200 m pecho

- Mejor marca técnica torneo internacional Banco República.

- supera el récord de Ana Norbis vigente desde 1968

- Mejor marca técnica del Campeontao Nacional

- 3.er Puesto en los Juegos Odesur (1.ª categoría) competidora más chica en delegación con 13 años.

- Distinguida mejor perfirmance en Natación. C.N.E.F
- Distinguida por el diario Últimas Noticias mejor deportista en natación

- Mejor marca técnica en el Campeonato Clasificatorio para el Sudamericano Juvenil en Venezuela.

1991
- Campeona Sudamericana juvenil 100 y 200 m pecho en Venezuela

- Récord sudamericano juvenil A 100 m pecho

- Premio Charrúa Revelación del año, círculo periodista deportivos del Uruguay.

- Distinción Mejor deportista del año en Natación diario Últimas Noticias

- Distinción Mejor deportista del año en Natación Diario El País.

- 7.º puesto en los Juegos Panamericanos, La Habana -Cuba. Agosto

- Mejor posición sudamericana en la disciplina.

- Distinguida por Fidel Castro como la deportista más joven en natación cumpliendo sus 14 años durante el torneo.

- Queda a tan solo 20 milésimas de segundo de la marca para participar en los Juegos Olímpicos de Barcelona.

1992
- Integrante de la selección mayor para el Sudamericano de Primera Categoría

- 9 primeros puestos individuales en torneo federal juveniles A En las disciplinas pecho, combinado y libre.

- 3 primeros puestos en relevos.

- Récord de campeonato y categoría en 100 y 200 m pecho

- Récord de campeonato y categoría en 200 m libre.

- Baja su marca y récord nacional de 100 y 200 m pecho, 8 veces en 2 meses.

- Distinguida por el diario El País mejor deportista en Natación

- Distinguida por el diario Últimas noticias como mejor deportista en Natación

- Premio Promesa OLIMPICA Atlanta 96  - Comité Olímpico Uruguayo

- Primer puesto en Copa Internacional Julio Maglione, San Pablo-Brasil

- Premio Charrúa PROMESA OLIMPICA- Círculo de periodistas deportivos del Uruguay

1993
- Campeona Sudamericana Juvenil 100 y 200 m pecho

- Récord de Campeonato Sudamericano en las 2 disciplinas

- Premio Delfín de Oro por la Federación Internacional de Natación.

- Ganadora de la beca de Solidaridad internacional para entrenamiento otorgada por el Comité OLIMPICO Internacional. (C.O.I)

- Premio Promesa Olímpica - Comité  Olímpico Uruguayo

- Premio Mejor deportista en Natación Comité Olímpico Uruguayo

- Con tan solo 15 años viaja utilizando la beca a España, Madrid centro de alto rendimiento La Blume. Por 1 año.
- se muda al Centro C. A. R de alto rendimiento en Sant Cugat del Vallés, Barcelona.

- 3.er puesto en Campeonato Español Primera Categoría (La Coruña - España)

- Premio Charrúa de Oro-Mejor Deportista del año. Círculo de periodistas deportivos del Uruguay

- Distinción mejor performance en natación F.U.N (Federación Uruguaya de Natación)

- Campeonato del mundo de piscina de 25 m, Palma de Mallorca-España

Puesto (Ranking) 21 en 100 m pecho. 
- Ranking mundial puesto 27 en 200 m pecho (siendo estas las mejores posiciones logradas sudamericanas en las 2 disciplinas).

- Premio Mejor deportista en Natación- Diario El País.

- Premio mejor Deportista en Natación Diario Últimas Noticias.

1994
- Campeona Sudamericana Mayor, 100 m pecho (Maldonado, Uruguay)

- Vicecampeona Sudamericana Mayor 200 m pecho (Maldonado, Uruguay)
- 4.º puesto en 50 m pecho Campeonato Sudamericano Mayor (Maldonado, Uruguay)

- Premio Mejor deportista en Natación para el Comité Olímpico Uruguayo

- Premio Charrúa de Oro, Mejor deportista del año, Círculo de periodistas deportivos del Uruguay  (ganadora por 2.º año consecutivo).

- Ranquin 32 en 100 m pecho Campeonato del Mundo piscina de 50 m Roma, Italia. ( Mejor ubicación entre las competidoras Sudamericanas en esta prueba)

- Ranquin 35 en 200 m Campeonato del Mundo de 50 m, Roma, Italia.

- Récord Nacional en 50 m pecho (logrando superar su marca 2 veces en 4 meses).

- Distinción del Club Náutico de Carrasco y Punta Gorda como socia Honoraria.

- 6 Medallas de oro en pruebas individuales y 3 medallas de oro en relevos en el Campeonato Federal Juvenil.
- Récord Nacional en el relevo 4 × 200 m libre en el Campeonato Federal Juvenil.

- Mejor marca técnica, Campeonato Federal Juvenil.

- Medalla de Oro 100 m pecho, Juegos Sudamericanos ODESUR ( Venezuela, Caracas.
- Récord de los Juegos Sudamericanos ODESUR
- y Récord Nacional absoluto.

- Medalla de Oro 200 m pecho Juegos Sudamericanos ODESUR
- Récord de los Juegos Sudamericanos ODESUR Venezuela, Caracas.
- y Récord Nacional absoluto.

- Elegida abanderada de la Selección Nacional para los Juegos ODESUR, Venezuela, Caracas.

1995
- Premio Altar Olímpico, Mejor deportista Uruguayo, Comité Olímpico Uruguayo
- Premio Mejor Deportista en Natación, Federación Uruguaya de Natación
- Premio Charrúa, Mejor Deportista en Natación, Círculo De periodistas deportivos del Uruguay
- Campeona Metropolitana en 100 y 200 m pecho,  Buenos Aires, Argentina
- Récord Metropolitano en 100 m pecho
- Primer puesto en Campeonato Federal Juvenil en las pruebas 100 y 200 m pecho.
- Récord Nacional en 100 y 200 m pecho.
- Primer puesto en 200 m combinado con récord nacional en Campeonato Federal Juvenil.
- Primer puesto en el relevo 4 x 100 libre con récord Nacional en la prueba, Campeonato Federal Juvenil.

- Medalla de oro en 100 m y 200 m pecho en la Copa Austral (Chile, Santiago).

- Ganadora de la beca de solidaridad Olímpica, otorgada por el Comité Olímpico Internacional, viaja a USA, por 1 año, en Jacksonville, a The Bolles School. A entrenar con el Entrenador Greg Troy (entrenador del USA team)  y 21 nadadores seleccionados para competir en las Olimpiadas de Atlanta 96.

1996
- 3 er puesto en el Campeonato Sudamericano Mayor, Porto Alegre-Brasil en 100 m pecho

- 200 m pecho

- Ranking Mundial 21 en 200 m pecho en el Campeonato del Mundo piscina de 25 m Río de Janeiro, Brasil.

- Ranking Mundial 25 en los 200 m pecho.

- Participante de los Juegos Olímpicos de Atlanta, USA.
- Ranking Olímpico 30 en 100 m pecho, con 18 años.